# Associazione Sportiva Latina 1951-1952
Questa pagina raccoglie le informazioni riguardanti l'Associazione Sportiva Latina nelle competizioni ufficiali della stagione 1951-1952.

## Rosa
| N. |                   | Ruolo | Calciatore         |  |
| -- | ----------------- | ----- | ------------------ |  |
|    | Italia (bandiera) | C     | C. Buccilli        |  |
|    | Italia (bandiera) | C     | Sergio Campodonico |  |
|    | Italia (bandiera) | D     | Emilio Carton      |  |
|    | Italia (bandiera) | D     | L. Di Guida        |  |
|    | Italia (bandiera) | D     | A. Forgione        |  |
|    | Italia (bandiera) | A     | F. Forte           |  |
|    | Italia (bandiera) | D     | P. Garzelli        |  |
|    | Italia (bandiera) | A     | E. Ghersevich      |  |

| N. |                   | Ruolo | Calciatore   |
| -- | ----------------- | ----- | ------------ |
|    | Italia (bandiera) | C     | B. Masi      |
|    | Italia (bandiera) | A     | G. Morroni   |
|    | Italia (bandiera) | C     | G. Paolacci  |
|    | Italia (bandiera) | P     | G. Storni    |
|    | Italia (bandiera) | A     | A. Strolighi |
|    | Italia (bandiera) | A     | E. Tarquini  |
|    | Italia (bandiera) | A     | A. Vitolo    |